# Llakatund
Llakatund, Llakatundi – wieś w Albanii, leżąca w okręgu Wlora, w gminie Shushicë.

## Osoby związane z Llakatund
- Aurela Gaçe[1] – piosenkarka.